# Uzbekistán en los Juegos Olímpicos de Londres 2012
Uzbekistán estuvo representado en los Juegos Olímpicos de Londres 2012 por un total de 53 deportistas, 36 hombres y 17 mujeres, que compitieron en 14 deportes.
El portador de la bandera en la ceremonia de apertura fue el boxeador Elshod Rasulov.

## Medallistas
El equipo olímpico uzbeko obtuvo las siguientes medallas:
| Nombre         | Deporte      | Competición |
| -------------- | ------------ | ----------- |
| Oro            |              |             |
| Artur Taymazov | Lucha libre  | 120 kg M    |
| Plata          |              |             |
| —              |              |             |
| Bronce         |              |             |
| Abbos Atoev    | Boxeo        | 75 kg M     |
| Ivan Yefremov  | Halterofilia | 105 kg M    |
| Soslan Tigiyev | Lucha libre  | 74 kg M     |
| Rishod Sobirov | Judo         | –60 kg M    |